# Grande Prêmio da Itália de 2003
Resultados do Grande Prêmio da Itália de Fórmula 1 realizado em Monza em 14 de setembro de 2003. Décima quarta etapa do campeonato, foi vencido pelo alemão Michael Schumacher, da Ferrari, com Juan Pablo Montoya em segundo pela Williams-BMW e Rubens Barrichelo em terceiro na outra Ferrari.

## Resumo
- Gené substituiu o ferido Ralf Schumacher nesta corrida e atingiu seus melhor resultado e seus únicos pontos na Fórmula 1.
- A corrida foi concluída com a velocidade média mais rápida de todos os tempos: 247.585 km/h.
- Esta foi a corrida mais curta de todos os tempos, sem bandeira vermelha.

## Classificação

### Treinos oficiais
| Pos.   | Nº | Piloto                | Equipe           | Tempo    | Dif.     |
| ------ | -- | --------------------- | ---------------- | -------- | -------- |
| 1      | 1  | Michael Schumacher    | Ferrari          | 1:20.963 |          |
| 2      | 3  | Juan Pablo Montoya    | Williams-BMW     | 1:21.014 | + 0.051  |
| 3      | 2  | Rubens Barrichello    | Ferrari          | 1:21.242 | + 0.279  |
| 4      | 6  | Kimi Räikkönen        | McLaren-Mercedes | 1:21.466 | + 0.503  |
| 5      | 4  | Marc Gené             | Williams-BMW     | 1:21.834 | + 0.871  |
| 6      | 7  | Jarno Trulli          | Renault          | 1:21.944 | + 0.981  |
| 7      | 17 | Jenson Button         | BAR-Honda        | 1:22.301 | + 1.338  |
| 8      | 5  | David Coulthard       | McLaren-Mercedes | 1:22.471 | + 1.508  |
| 9      | 20 | Olivier Panis         | Toyota           | 1:22.488 | + 1.525  |
| 10     | 16 | Jacques Villeneuve    | BAR-Honda        | 1:22.717 | + 1.754  |
| 11     | 14 | Mark Webber           | Jaguar-Cosworth  | 1:22.754 | + 1.791  |
| 12     | 21 | Cristiano da Matta    | Toyota           | 1:22.914 | + 1.951  |
| 13     | 11 | Giancarlo Fisichella  | Jordan-Ford      | 1:22.992 | + 2.029  |
| 14     | 10 | Heinz-Harald Frentzen | Sauber-Petronas  | 1:23.216 | + 2.253  |
| 15     | 15 | Justin Wilson         | Jaguar-Cosworth  | 1:23.484 | + 2.521  |
| 16     | 9  | Nick Heidfeld         | Sauber-Petronas  | 1:23.803 | + 2.840  |
| 17     | 19 | Jos Verstappen        | Minardi-Cosworth | 1:25.078 | + 4.115  |
| 18     | 12 | Zsolt Baumgartner     | Jordan-Ford      | 1:25.881 | + 4.918  |
| 19     | 18 | Nicolas Kiesa         | Minardi-Cosworth | 1:26.778 | + 5.815  |
| 20     | 8  | Fernando Alonso       | Renault          | 1:40.405 | + 19.442 |
| Fonte: |    |                       |                  |          |          |

### Corrida
| Pos.   | Nº | Piloto                | Construtor       | Voltas | Tempo/Diferença   | Grid | Pontos |
| ------ | -- | --------------------- | ---------------- | ------ | ----------------- | ---- | ------ |
| 1      | 1  | Michael Schumacher    | Ferrari          | 53     | 1:14:19.838       | 1    | 10     |
| 2      | 3  | Juan Pablo Montoya    | Williams-BMW     | 53     | + 5.294           | 2    | 8      |
| 3      | 2  | Rubens Barrichello    | Ferrari          | 53     | + 11.835          | 3    | 6      |
| 4      | 6  | Kimi Räikkönen        | McLaren-Mercedes | 53     | + 12.834          | 4    | 5      |
| 5      | 4  | Marc Gené             | Williams-BMW     | 53     | + 27.891          | 5    | 4      |
| 6      | 16 | Jacques Villeneuve    | BAR-Honda        | 52     | + 1 volta         | 10   | 3      |
| 7      | 14 | Mark Webber           | Jaguar-Cosworth  | 52     | + 1 volta         | 11   | 2      |
| 8      | 8  | Fernando Alonso       | Renault          | 52     | + 1 volta         | 20   | 1      |
| 9      | 9  | Nick Heidfeld         | Sauber-Petronas  | 52     | + 1 volta         | 16   |        |
| 10     | 11 | Giancarlo Fisichella  | Jordan-Ford      | 52     | + 1 volta         | 13   |        |
| 11     | 12 | Zsolt Baumgartner     | Jordan-Ford      | 51     | + 2 voltas        | 18   |        |
| 12     | 18 | Nicolas Kiesa         | Minardi-Cosworth | 51     | + 2 voltas        | 19   |        |
| 13     | 10 | Heinz-Harald Frentzen | Sauber-Petronas  | 50     | Transmissão       | 14   |        |
| Ret    | 5  | David Coulthard       | McLaren-Mercedes | 45     | Pressão do óleo   | 8    |        |
| Ret    | 20 | Olivier Panis         | Toyota           | 35     | Freios            | 9    |        |
| Ret    | 19 | Jos Verstappen        | Minardi-Cosworth | 27     | Vazamento de óleo | 17   |        |
| Ret    | 17 | Jenson Button         | BAR-Honda        | 24     | Câmbio            | 7    |        |
| Ret    | 21 | Cristiano da Matta    | Toyota           | 3      | Pneus             | 12   |        |
| Ret    | 15 | Justin Wilson         | Jaguar-Cosworth  | 2      | Câmbio            | 15   |        |
| Ret    | 7  | Jarno Trulli          | Renault          | 0      | Pane hidráulica   | 6    |        |
| Fonte: |    |                       |                  |        |                   |      |        |

## Tabela do campeonato após a corrida
| Pos.   | Piloto             | Pontos |
| ------ | ------------------ | ------ |
| 1      | Michael Schumacher | 82     |
| 2      | Juan Pablo Montoya | 79     |
| 3      | Kimi Räikkönen     | 75     |
| 4      | Ralf Schumacher    | 58     |
| 5      | Rubens Barrichello | 55     |
| Fonte: |                    |        |

| Pos.    | Equipe           | Pontos |
| ------- | ---------------- | ------ |
| 1       | Williams-BMW     | 141    |
| 2       | Ferrari          | 137    |
| 3       | McLaren-Mercedes | 120    |
| 4       | Renault          | 79     |
| 5       | BAR-Honda        | 18     |
| Source: |                  |        |

- Nota: Somente as primeiras cinco posições estão listadas.